# Route nationale 6 (Luxembourg)
Pour les articles homonymes, voir N6 et Route nationale 6.
 (octobre 2008).
Si vous disposez d'ouvrages ou d'articles de référence ou si vous connaissez des sites web de qualité traitant du thème abordé ici, merci de compléter l'article en donnant les références utiles à sa vérifiabilité et en les liant à la section « Notes et références ».

La route nationale 6 (luxembourgeois : Nationalstrooss 6) est une route nationale reliant Luxembourg à Arlon. C'était l'une des routes les plus utilisées par les Belges. Depuis, elle a été délaissée pour l'A6.
Elle fait partie dans son intégralité de la voie de la Liberté.
Elle enjambe la rivière Eisch à Steinfort et la Mamer à Mamer.

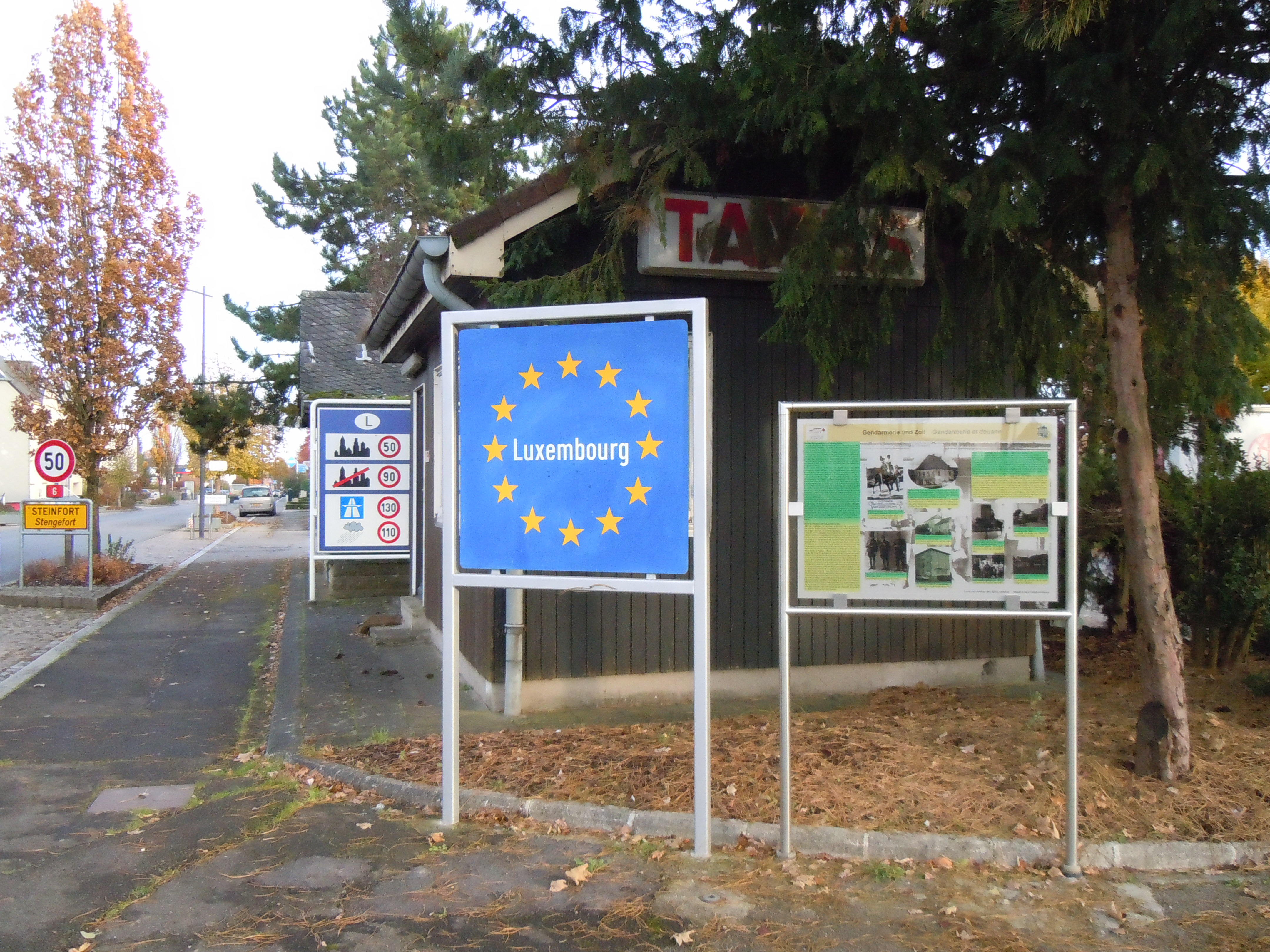
Le début de la N6 à Steinfort (frontière belge)